# Ibraim ibne Alastar
Ibraim ibne Maleque Alastar ibne Alharite Anacai (em árabe: إبراهيم بن مالك الأشتر بن الحارث النخعي; romaniz.: Ibrāhīm ibn Mālik al-Ashtar ibn al-Ḥārith al-Nakhaʿī; m. outubro de 691) foi um comandante árabe que lutou a serviço do califa Ali (656  661) e que mais tarde serviu ao líder pró-álida Almoquetar Atacafi. Liderou as forças de Almoquetar para uma vitória decisiva na Batalha de Cazir (686) contra o Califado Omíada sob o comando de Ubaide Alá ibne Ziade, que foi pessoalmente morto por ibne Alastar. Mais tarde, matou os zobaíridas depois que mataram Almoquetar em 687.

## Vida
Ibraim era filho de Maleque Alastar ibne Alharite Anacai, um comandante do exército do Califado Ortodoxo e partidário do califa Ali. A família pertencia ao Banu Naca, daí seu epíteto Anacai. Os Banu Naca faziam parte da tribo maior dos madíjidas. Ibraim tinha um irmão da mesma mãe, mas de um pai diferente, chamado Abederramão ibne Abedalá Anacai, que também era um guerreiro.
A proeminência de ibne Alastar aumentou depois que entrou ao serviço do líder pró-álida e antiomíada Almoquetar Atacafi. Este último tomou Cufa em 685/86 e foi logo depois confrontado por um exército invasor omíada da Síria sob o comando de Ubaide Alá ibne Ziade. Almoquetar encarregou ibne Alastar de comandar suas tropas maulas, principalmente persas, de Cufa para evitar o avanço dos omíadas no Iraque. Ibne Alastar marchou para o norte com suas forças e lutou contra os omíadas na Batalha de Cazir, a leste de Moçul. Infligiu uma derrota desastrosa aos omíadas, pessoalmente matando Ubaide Alá, enquanto outros comandantes omíadas, como Huceine ibne Numair Alçacuni, também foram mortos. Ordenou então que suas cabeças fossem enviadas a Almoquetar, que por sua vez as mandou para o califa antiomíada de Medina e Iraque, Abedalá ibne Zobair.
Em 687, Almoquetar nomeou-o governador de Moçul, que ficou sob o controle de Almoquetar após a derrota omíada em Cazir. Naquele mesmo ano, Almoquetar e sua comitiva foram sitiados em Cufa pelo irmão de ibne Zobair, Muçabe, e Almoquetar foi morto nos confrontos que se seguiram. Posteriormente, ibne Alastar desertou para os zobaíridas, apesar dos esforços do califa omíada Abedal Maleque ibne Maruane para atraí-lo para o lado omíada. Ibne Alastar foi finalmente morto lutando ao lado de Muçabe na Batalha de Masquim em outubro de 691, durante a qual os omíadas derrotaram os zobaíridas e posteriormente conquistaram o Iraque. Após a conclusão da batalha, o corpo de ibne Alastar foi confiscado e queimado pelas forças omíadas. Seu filho Numane serviu como comandante do contingente madíjida e assádida das tropas cufanas de Iázide ibne Almoalabe durante a rebelião deste contra os omíadas em 720.

## Avaliação
Ibne Alastar é descrito como o "comandante de Cufa mais talentoso produzido durante o período maruânida" (684–750) pelo historiador Hugh N. Kennedy.